# Polynoncus peruanus
Polynoncus peruanus is een keversoort uit de familie beenderknagers (Trogidae). De wetenschappelijke naam van de soort is voor het eerst geldig gepubliceerd in 1847 door Erichson.